# NGC 252
NGC 252는 안드로메다자리에 위치한 렌즈형 은하이다. 1786년 윌리엄 허셜에 의해 발견되었다.

## 같이 보기
- 신판일반목록 천체 목록